# 萊克鎮區 (明尼蘇達州羅索縣)
萊克鎮區（英語：Lake Township）是位於美國明尼蘇達州羅索縣的一個行政鎮區。

## 地方資料
萊克鎮區的面積為150.54平方千米，當中陸地面積為149.59平方千米，而水域面積為0.95平方千米。根據2020年美國人口普查的數據，當地共有人口1980人，而人口密度為每平方千米13.15人。